# Primera División 1930 (Costa Rica)
La Primera División costaricana del 1930, decima edizione della massima serie del campionato costaricano di calcio, fu vinta dall'Herediano, al suo quinto titolo.
Vi parteciparono sei squadre.
L'Herediano e la Gimnástica Espaňola, avendo terminato a pari merito, giocarono una partita di spareggio che fu conteggiata come giornata aggiuntiva del campionato (in questo modo le due squadre disputarono undici partite rispetto alle dieci delle altre).

## Avvenimenti
Il campionato del 1930 fu praticamente una sfida tra Herediano e Gimnástica Espaňola, che si contesero il campionato fino all'ultima giornata. Per assegnare il trofeo si dovette ricorrere a una giornata aggiuntiva, disputata unicamente da queste due squadre e vinta dagli heredianos.
Con questa vittoria la squadra di Heredia vinse il primo dei suoi quattro campionati consecutivi ottenuti negli anni trenta (tetracampeonato), record rimasto imbattuto in Costa Rica fino agli anni settanta, quando fu superato dal Deportivo Saprissa.
In quest'anno si registrò anche l'ultimo abbandono di una squadra dal campionato: il Progreso di San José. Ritirandosi, cosa che costò l'annullamento dei punti ottenuti contro di essa, pregiudicò il campionato dei Corsarios che avevano vinto solo contro il club della capitale e non avevano ottenuto altri punti; in questo modo la squadra fu l'unica a partecipare alla massima serie senza ottenere nemmeno un punto poiché l'anno successivo non riuscì più ad iscriversi.
In questo campionato si affacciò per la prima volta in massima serie l'Orión che fece registrare subito un record, la vittoria più larga ottenuta in Primera División: 14-2 contro i Corsarios.

## Classifica
|    | Classifica          | Pt | G  | V | N | P  | GF | GS |
| -- | ------------------- | -- | -- | - | - | -- | -- | -- |
| 1. | Herediano           | 16 | 11 | 7 | 2 | 2  | 30 | 14 |
| 2. | Gimnástica Espaňola | 14 | 11 | 7 | 0 | 4  | 22 | 16 |
| 3. | Alajuelense         | 12 | 10 | 5 | 2 | 3  | 20 | 14 |
| 4. | La Libertad         | 11 | 10 | 4 | 3 | 3  | 12 | 13 |
| 5. | Orión               | 9  | 10 | 4 | 1 | 5  | 26 | 17 |
| 6. | Corsarios           | 0  | 10 | 0 | 0 | 10 | 7  | 43 |

## Squadra campione
- Herediano - Campione della Costa Rica 1930

### Rosa
- Enrique de Mezerville
- Braulio Morales
- Milton Valverde
- Rodolfo Jones
- Victor Víquez
- Carlos Centeno
- Guillermo Pérez
- Guillermo Bolaños
- Eladio Rosabal
- Francisco Fuentes
- Jeremías Vargas
- Gilberto Arguedas
- Lorenzo Arias
- Ismael Quesada
- Manuel Zúñiga
- Humberto Lizano
- Luis Miranda
- Leonidas Esquivel
- Santiago Bonilla